# کنسهگادز
کنسهگادز (به فرانسوی: Conségudes) یک کمون (فرانسه) در فرانسه است که در canton of Coursegoules واقع شده‌است. کنسهگادز ۱۲٫۴۷ کیلومتر مربع مساحت دارد.